# Fouquenies
Fouquenies és un municipi francès, situat al departament de l'Oise i a la regió dels Alts de França. L'any 2007 tenia 441 habitants.

## Demografia

### Població
El 2007 la població de fet de Fouquenies era de 441 persones. Hi havia 182 famílies de les quals 32 eren unipersonals (16 homes vivint sols i 16 dones vivint soles), 63 parelles sense fills, 67 parelles amb fills i 20 famílies monoparentals amb fills.
La població ha evolucionat segons el següent gràfic:
Habitants censats

### Habitatges
El 2007 hi havia 181 habitatges, 178 eren l'habitatge principal de la família i 3 eren segones residències. 177 eren cases i 3 eren apartaments. Dels 178 habitatges principals, 158 estaven ocupats pels seus propietaris, 14 estaven llogats i ocupats pels llogaters i 7 estaven cedits a títol gratuït; 2 tenien una cambra, 4 en tenien dues, 17 en tenien tres, 49 en tenien quatre i 107 en tenien cinc o més. 157 habitatges disposaven pel capbaix d'una plaça de pàrquing. A 79 habitatges hi havia un automòbil i a 93 n'hi havia dos o més.

### Piràmide de població
La piràmide de població per edats i sexe el 2009 era:
| Homes | Edats   | Dones |
| ----- | ------- | ----- |
| 0     | 95 o +  | 0     |
| 0     | 90 a 94 | 0     |
| 0     | 85 a 89 | 4     |
| 0     | 80 a 84 | 0     |
| 4     | 75 a 79 | 8     |
| 0     | 70 a 74 | 0     |
| 12    | 65 a 69 | 0     |
| 12    | 60 a 64 | 32    |
| 16    | 55 a 59 | 12    |
| 20    | 50 a 54 | 32    |
| 12    | 45 a 49 | 12    |
| 28    | 40 a 44 | 24    |
| 32    | 35 a 39 | 20    |
| 8     | 30 a 34 | 8     |
| 4     | 25 a 29 | 4     |
| 16    | 20 a 24 | 4     |
| 4     | 15 a 19 | 16    |
| 44    | 10 a 14 | 8     |
| 8     | 5 a 9   | 12    |
| 8     | 0 a 4   | 4     |

## Economia
El 2007 la població en edat de treballar era de 304 persones, 214 eren actives i 90 eren inactives. De les 214 persones actives 195 estaven ocupades (104 homes i 91 dones) i 19 estaven aturades (11 homes i 8 dones). De les 90 persones inactives 56 estaven jubilades, 26 estaven estudiant i 8 estaven classificades com a «altres inactius».

### Ingressos
El 2009 a Fouquenies hi havia 179 unitats fiscals que integraven 455,5 persones, la mediana anual d'ingressos fiscals per persona era de 22.313 €.

### Activitats econòmiques
Dels 13 establiments que hi havia el 2007, 5 eren d'empreses de construcció, 3 d'empreses de comerç i reparació d'automòbils, 2 d'empreses d'hostatgeria i restauració, 1 d'una empresa d'informació i comunicació i 2 d'empreses de serveis.
Dels 4 establiments de servei als particulars que hi havia el 2009, 1 era un guixaire pintor, 2 lampisteries i 1 electricista.

## Poblacions més properes
El següent diagrama mostra les poblacions més properes.